# Malakoff (Francia)

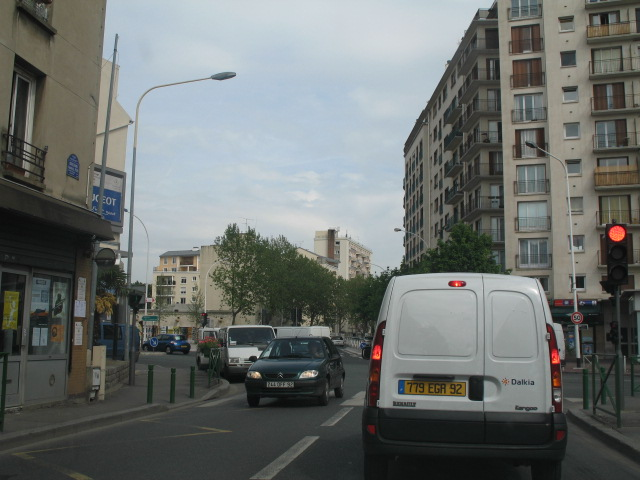
Una tipica strada di Malakoff

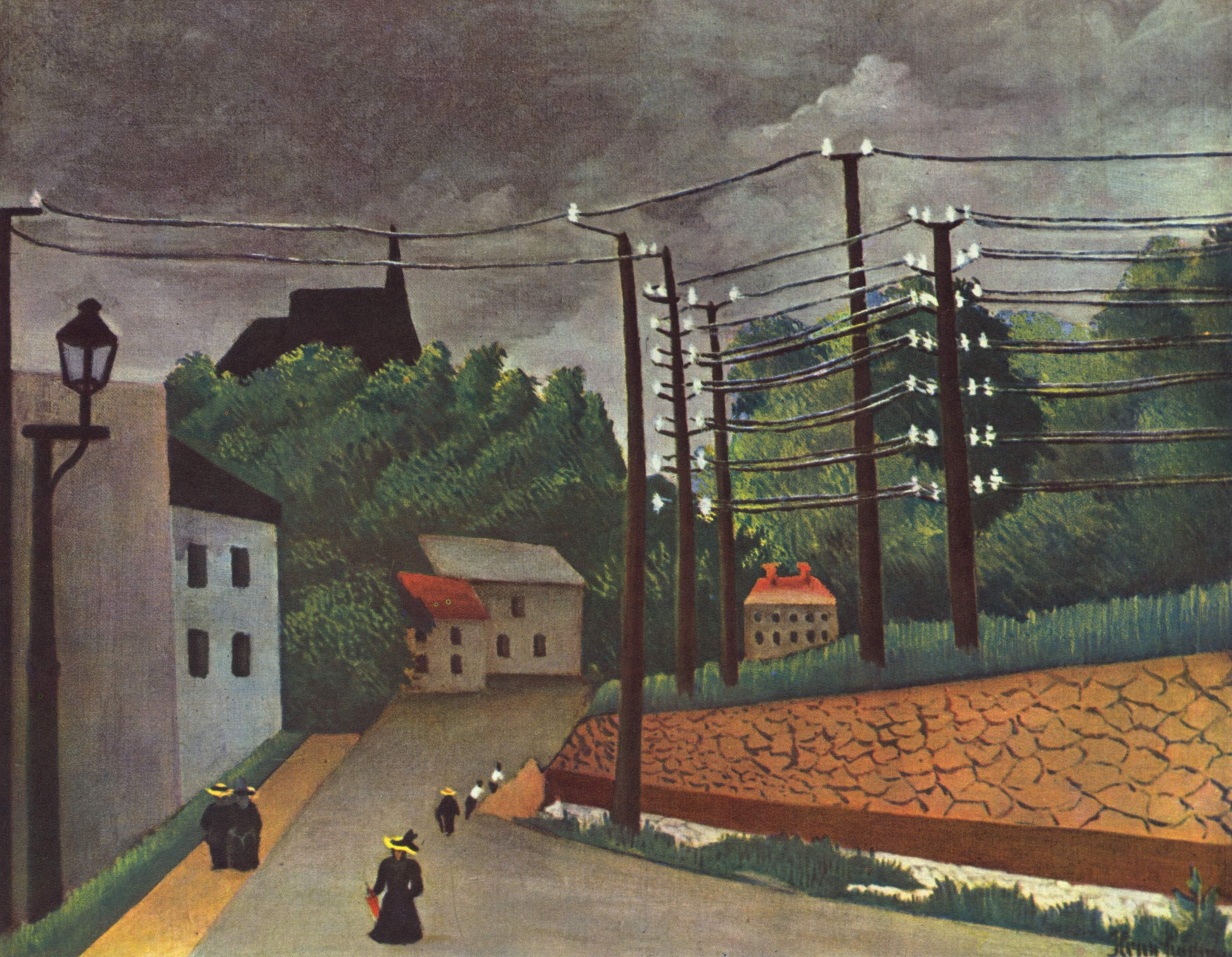
Malakoff in un dipinto di Henri Rousseau (1898)

Malakoff è un comune francese di 31 344 abitanti situato nel dipartimento dell'Hauts-de-Seine nella regione dell'Île-de-France.
Gli abitanti di Malakoff si chiamano malakoffiottes.
Vi è la sede dell'INSEE.

## Storia
Il comune fu creato l'8 novembre 1883 con territori del comune di Vanves per commemorare il ventottesimo anniversario dell'omonima battaglia della guerra di Crimea, la conquista cioè di una delle più importanti opere di fortificazione della città di Sebastopoli a opera delle fanterie francesi del maresciallo Pélissier che causò l'abbandono della piazzaforte da parte delle truppe zariste.

## Educazione
- École nationale de la statistique et de l'administration économique

## Società

### Evoluzione demografica
Abitanti censiti

## Amministrazione

### Gemellaggi
- Corsico, dal 1970